# Luzia Goñi
Luzia Goñi Olias (Aizároz, Basaburúa Mayor, 13 de diciembre de 1928 - Tirapu, 22 de marzo de 2020)  fue una versolari, defensora y promotora del euskera y cocinera.

## Biografía
Luzia Goñi nació en la venta de Gartzaron en Basaburúa Mayor, en Aizároz. Comenzó sus estudios en la escuela del pueblo a la edad de ocho años y luego se trasladó a la escuela de Erviti. De joven marchó a Guipúzcoa a trabajar, inicialmente como camarera y después como cocinera en varios restaurantes. Se casó allí pero, cuando sus hijos eran pequeños, dejó a su marido y marchó a Pamplona. Después de vivir en diversos lugares de Navarra y Guipúzcoa, a partir de los años ochenta, residió en Pamplona. Fue versolari reconocida y además hacía talos que solía vender de pueblo en pueblo en su camioneta.

### Trayectoria como bertsolari
Desde joven tuvo pasión por el versolarismo. Cuando enviudó, comenzó a componer versos y se convirtió en autora de cientos de ellos. Las obras de Luzia constituyen crónicas de temas y acontecimientos tanto antiguos como contemporáneos, pero como la mayoría de las mujeres de su tiempo, no tuvo la oportunidad de actuar en público hasta sus últimos años. Participó en festivales y eventos en diferentes localidades, preparando versos y cantándolos, incluso en las calles de Pamplona.
En la final del Campeonato de Bertsolaris de Navarra 2017, la Asociación Navarra de Bertsolaris le encargó la entrega de la txapela de campeón al bertsolari Julio Soto, con el fin de rendir homenaje a las mujeres que han contribuido silenciosamente al bertsolarismo.
En 2020 participó en el programa de ETB Hitzetik Hortzera, contando su vida y trayectoria como bertsolari.

### Vascófila
En su faceta de vascófila o amante del euskera, colaboró con Euskalerria Irratia, realizando reportajes y cantando versos. Además, Goñi impartió cursos de cocina en los Talleres Creativos del Euskera del Ayuntamiento de Pamplona.

### Fallecimiento
Falleció el 22 de marzo de 2020, en su domicilio de Tirapu.

## Reconocimientos y homenajes
- En 2019, los Servicios de Euskera y Áreas de Igualdad del Ayuntamiento de Pamplona organizaron en el Palacio del Condestable de Pamplona una exposición que visibilizó la labor de 14 mujeres navarras en apoyo del euskera, entre ellas Luzia Goñi.[10][15]

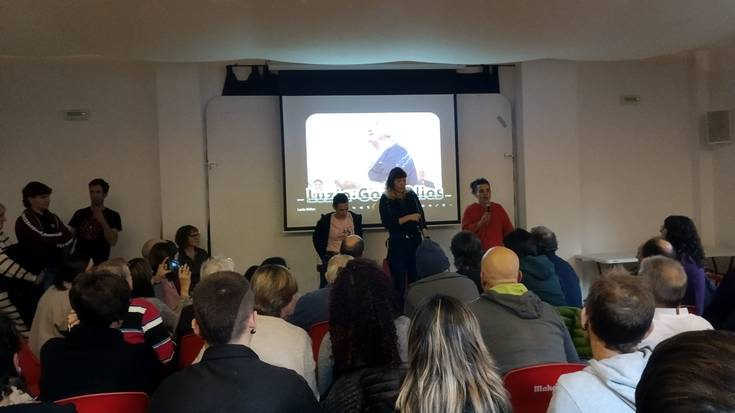
Homenaje a Luzia Goñi

- El 10 de diciembre de 2023 se le rindió un homenaje en su pueblo natal y el Centro Cultural recibió el nombre de Luzia Goñi. La jornada fue organizada por el grupo Basandereo, en colaboración con la familia de Luzia Goñi y el pueblo de Aizároz. Por la mañana Joana Ziganda y Ekain Alegre cantaron sus versos, después hubo una comida multitudinaria y por la tarde, tras la proyección de un vídeo sobre Luzia, Alazne Untxalo, Maialen Lujanbio y Saioa Alkaiza ofrecieron una sesión de bertsos.[14]